# がんセンター
がんセンターとは、がんの診療および研究を専門的に行っている日本の施設の名称。2005年5月現在、がんセンターの名称を持つ施設は国内に16カ所ある。地域におけるがん医療の中核施設として、質の高い医療の提供、地域の医療機関や住民への情報発信、がん専門医の育成などの役割を担っている。
なお、日本におけるがん研究の専門機関は、国公立施設以外にも公益財団法人がん研究会及びその関係施設などの民間研究機関、そして各地の大学医学部・医科大学及びその付属病院等が、がん研究機関として「がんセンター」の名称を有する施設など多数存在する。

## がんセンターの名称を持つ施設一覧

### 国立研究開発法人
- 国立がん研究センター中央病院
- 国立がん研究センター東病院

### 国立病院機構

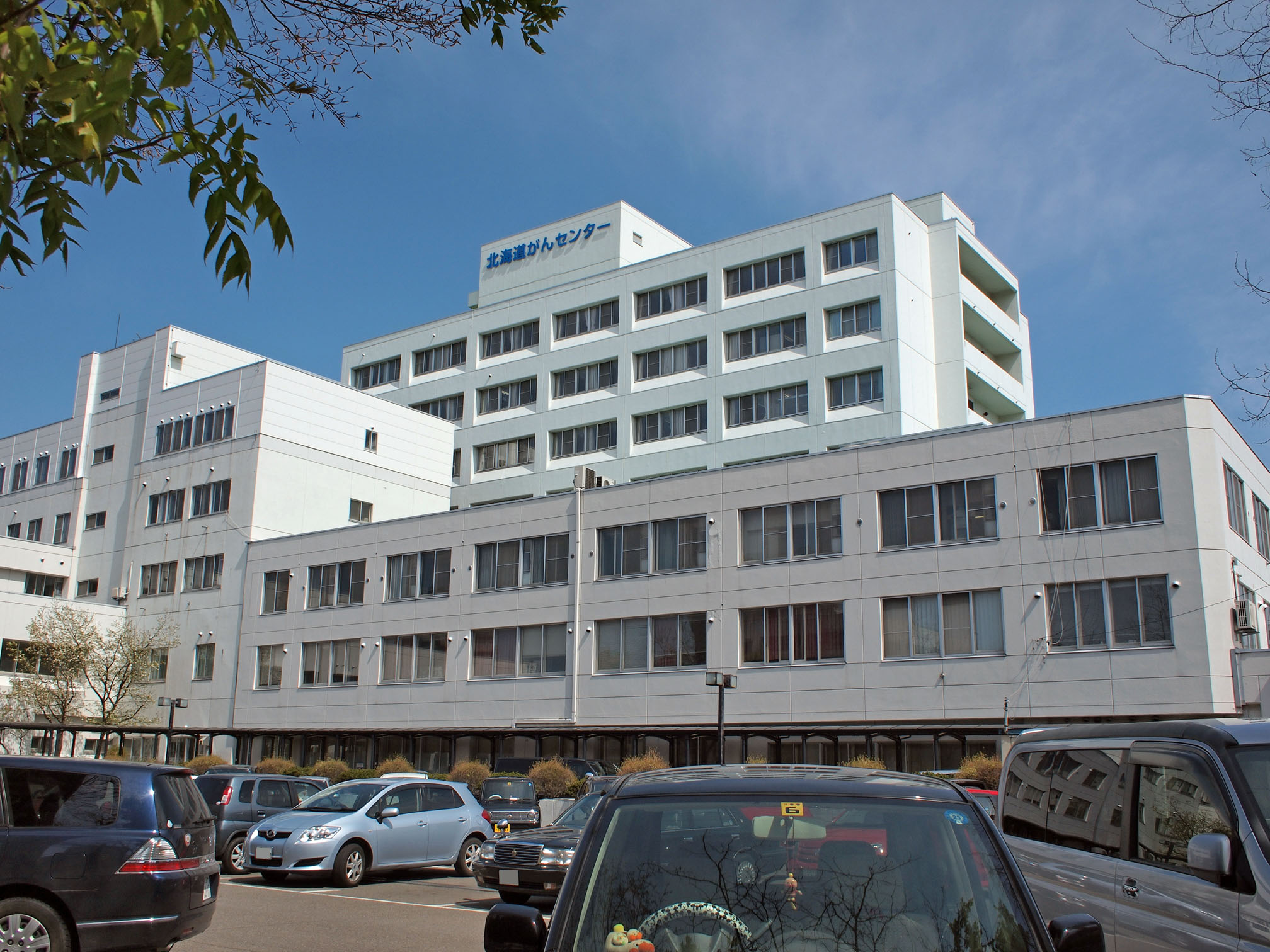
国立病院機構北海道がんセンター
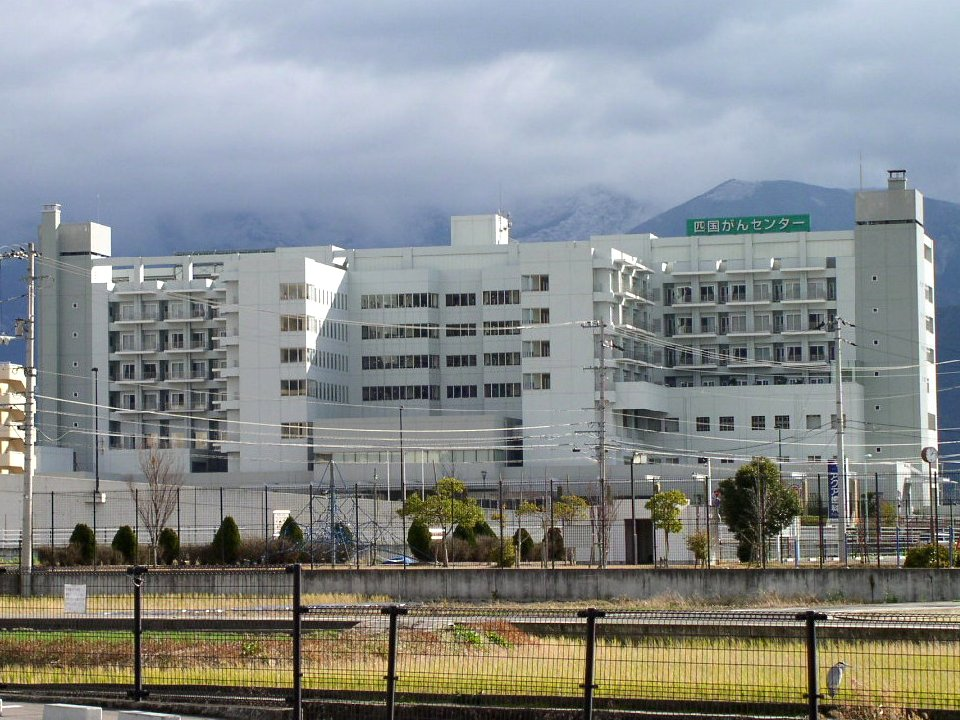
国立病院機構中国がんセンター
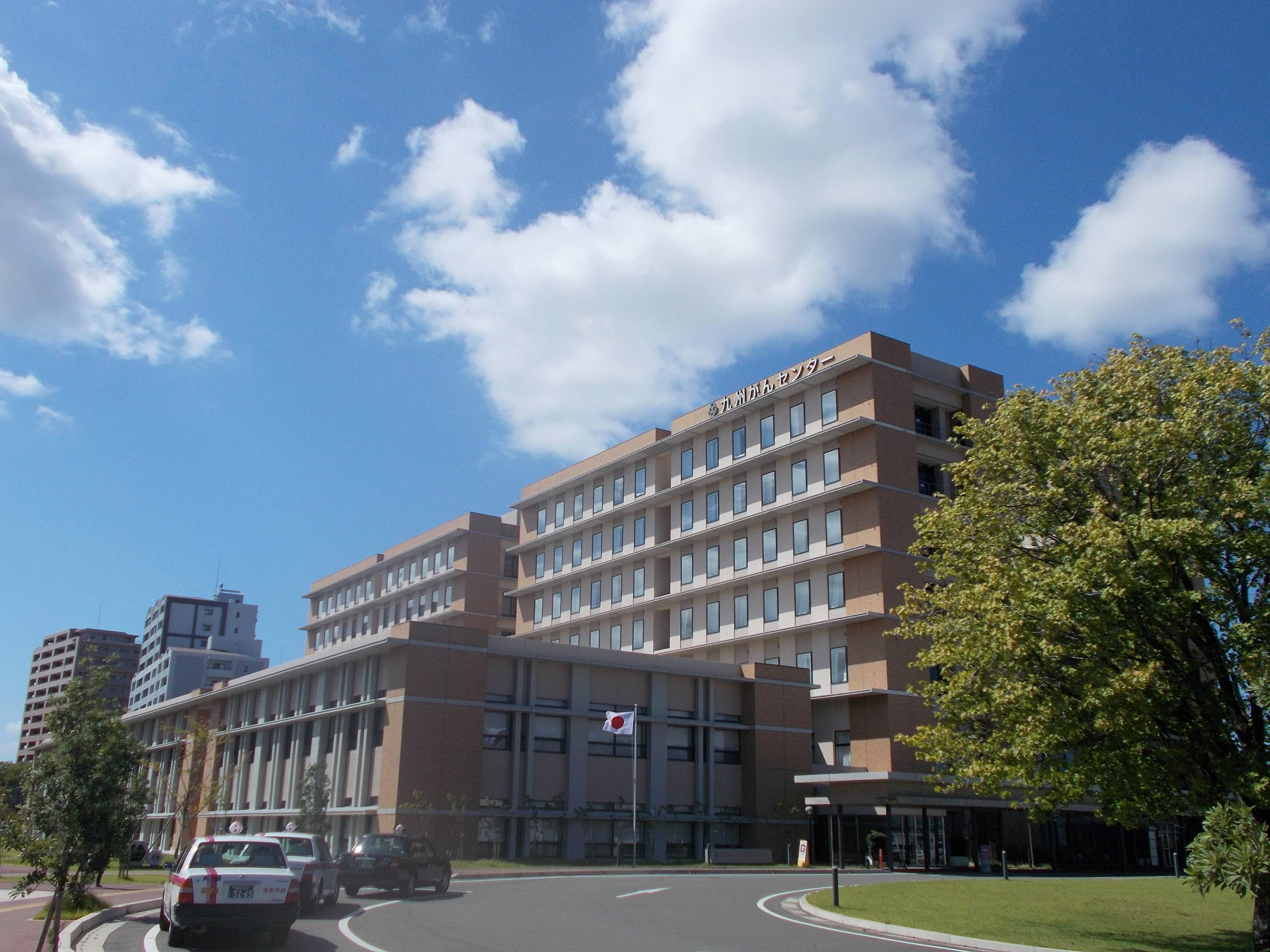
国立病院機構四国がんセンター
- 国立病院機構九州がんセンター

### 公立
- 宮城県立がんセンター
- 山形県立がん・生活習慣病センター
- 栃木県立がんセンター
- 群馬県立がんセンター
- 埼玉県立がんセンター
- 千葉県がんセンター
- 神奈川県立がんセンター
- 新潟県立がんセンター新潟病院
- 静岡県立静岡がんセンター
- 愛知県がんセンター
- 大阪国際がんセンター
- 兵庫県立がんセンター

## 施設の画像

### 国立研究開発法人

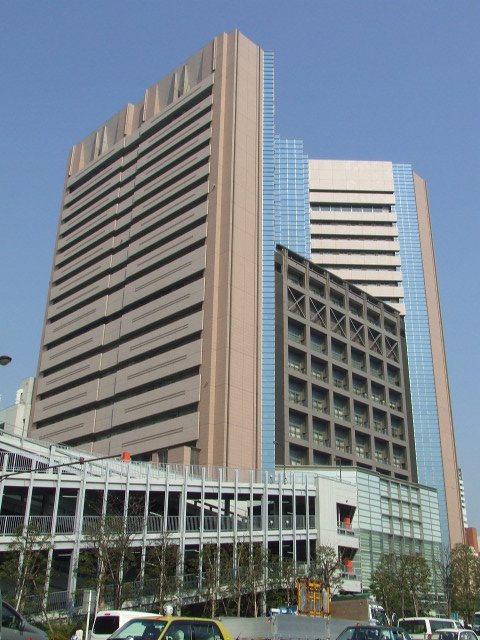
国立がん研究センター（中央病院）
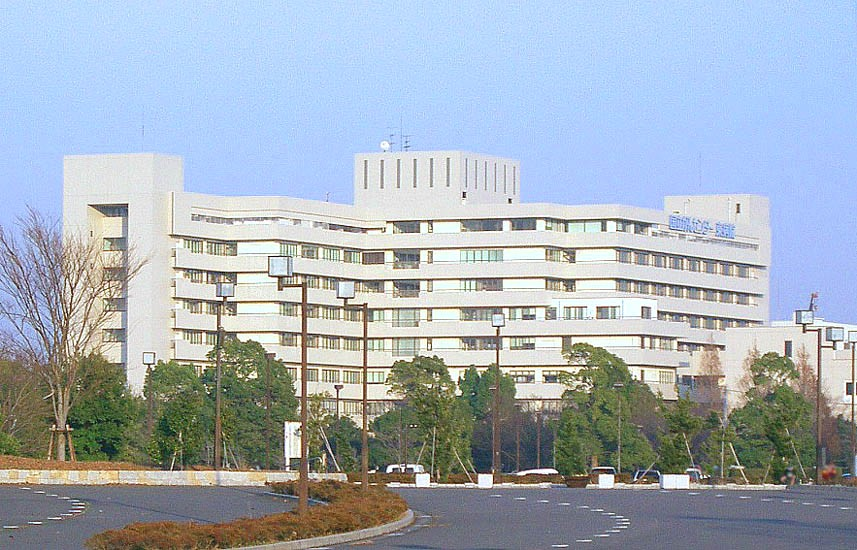
国立がん研究センター （東病院）

### 国立病院機構
- 国立病院機構北海道がんセンター
- 国立病院機構四国がんセンター
- 国立病院機構九州がんセンター

### 県立

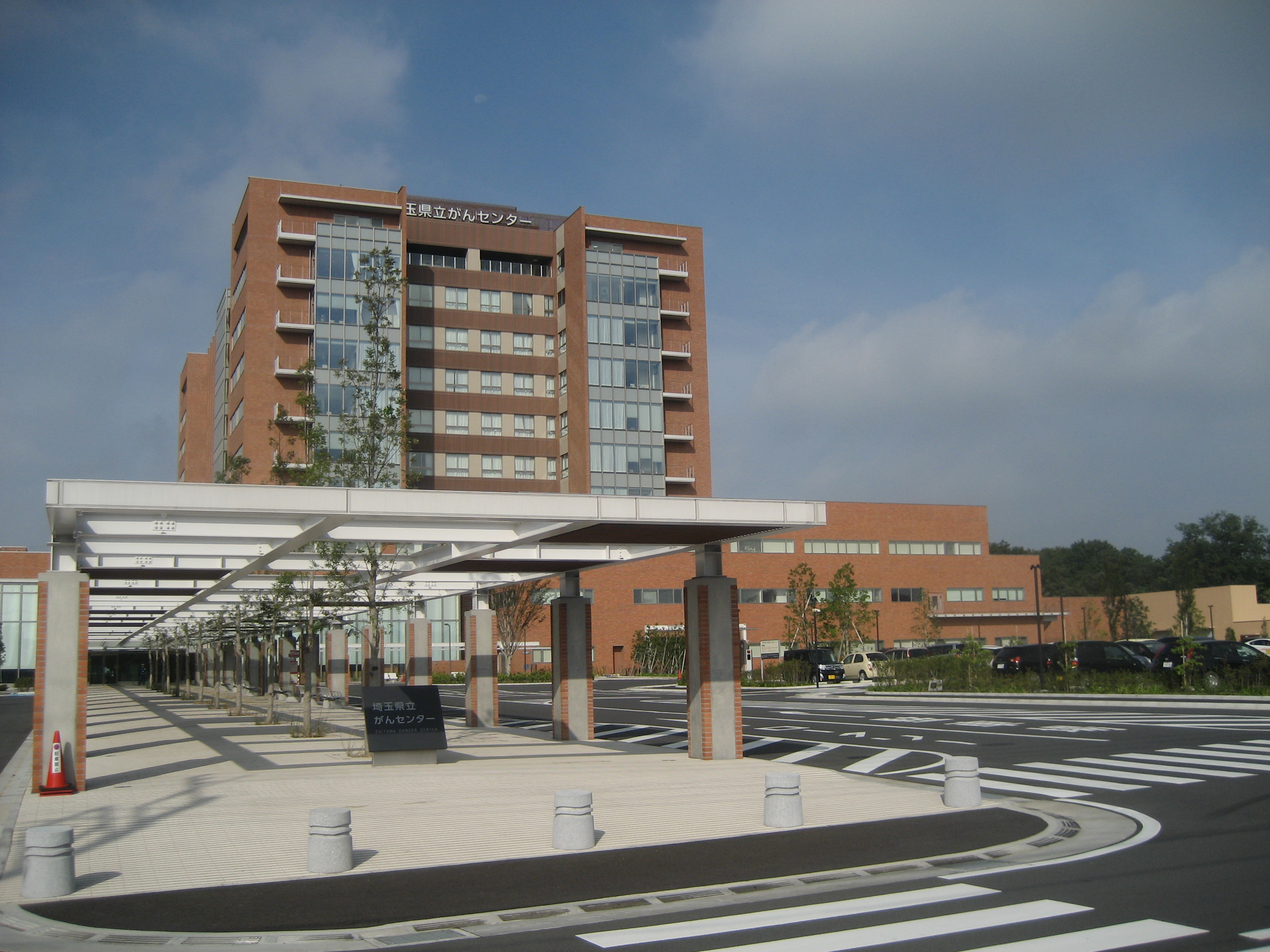
埼玉県立がんセンター
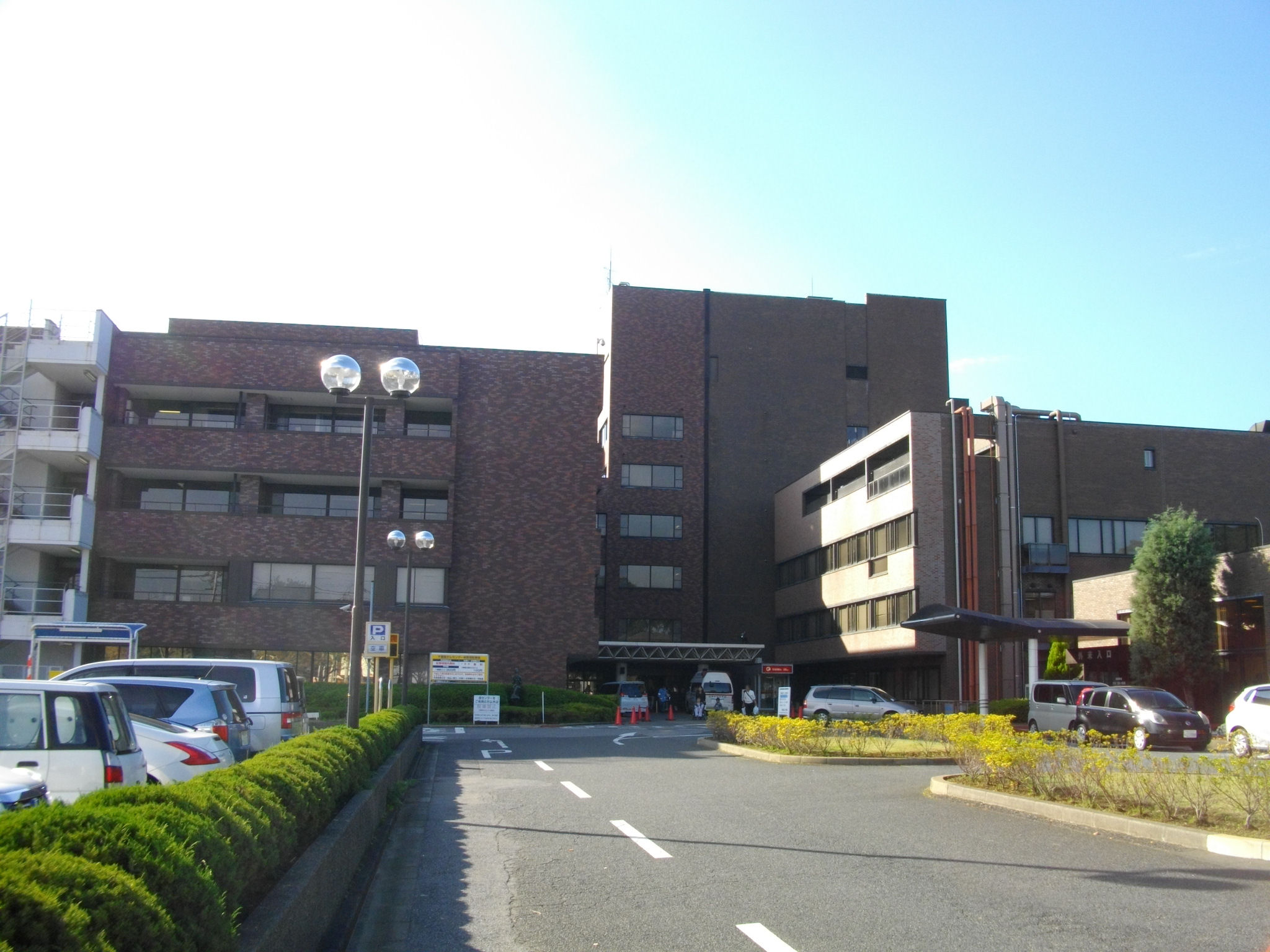
千葉県がんセンター
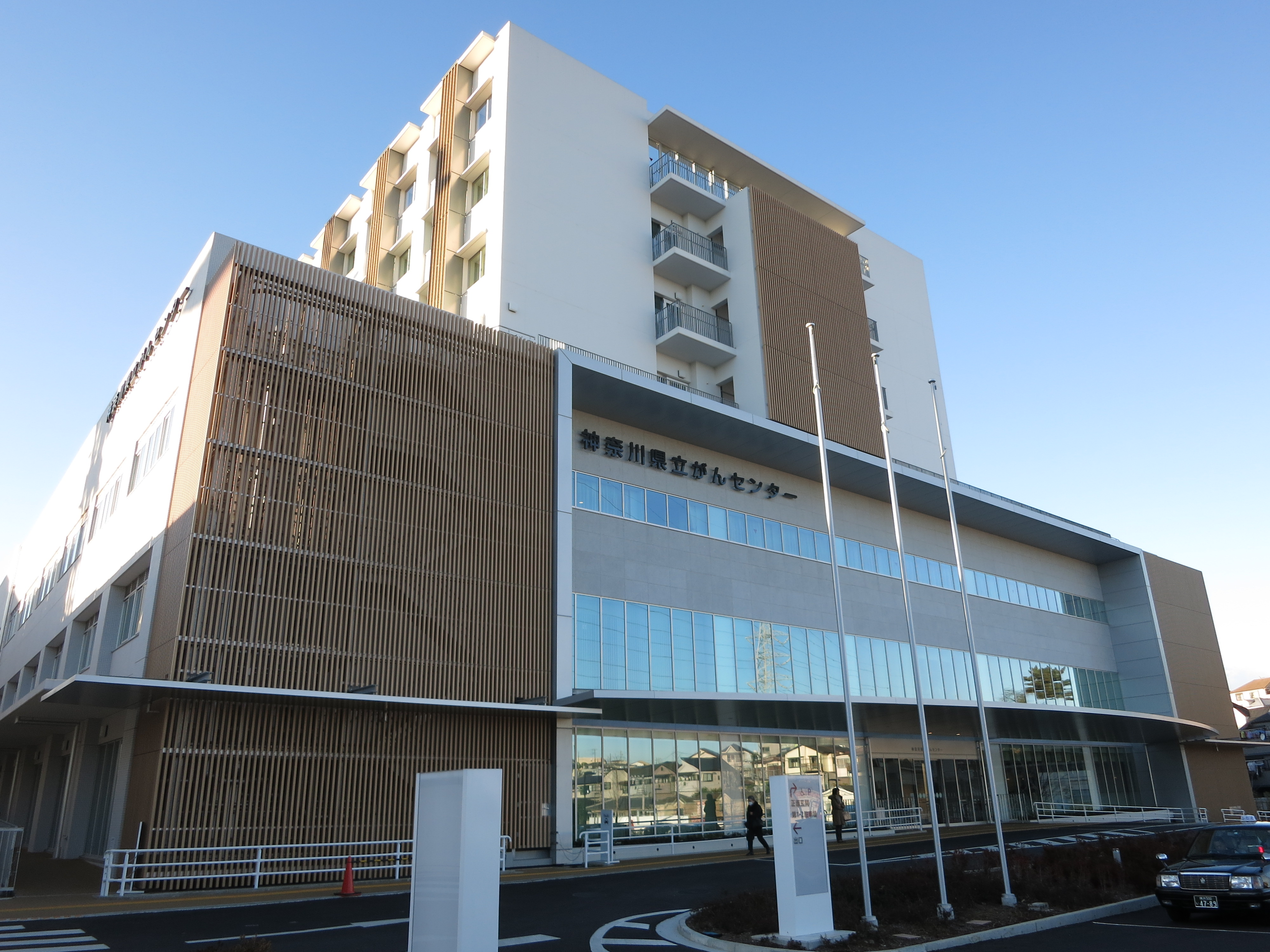
神奈川県立がんセンター
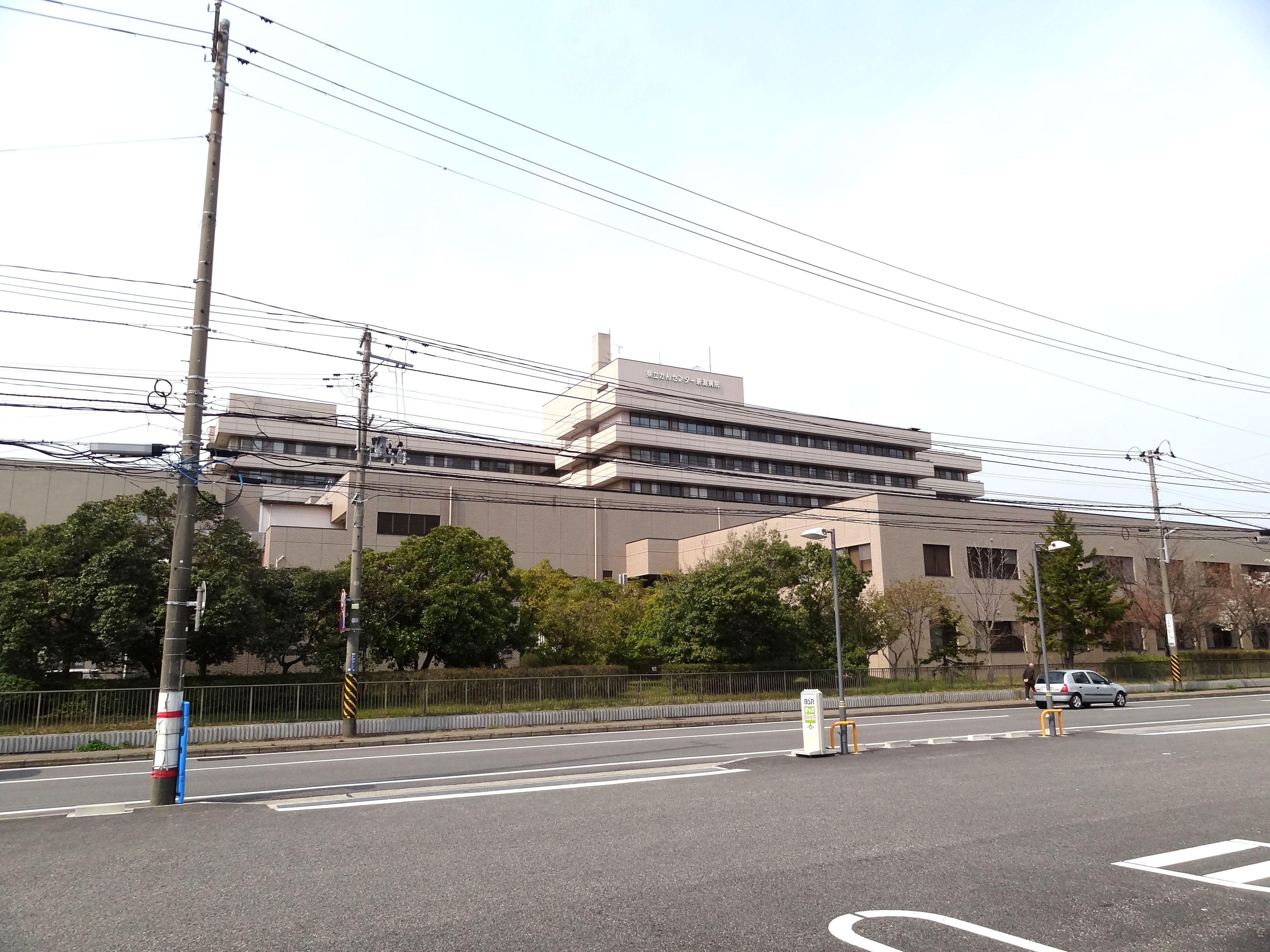
新潟県立がんセンター新潟病院
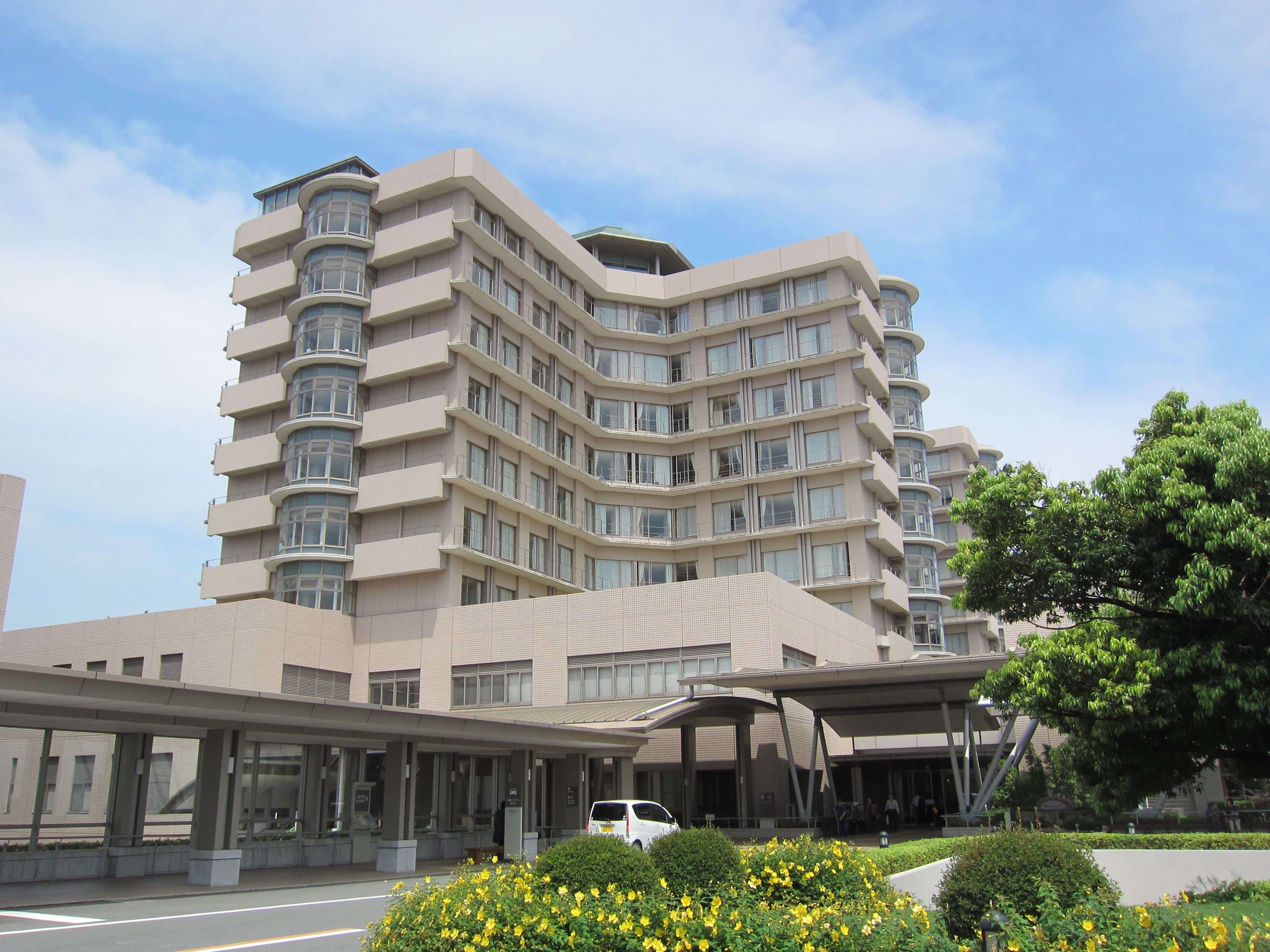
静岡県立静岡がんセンター
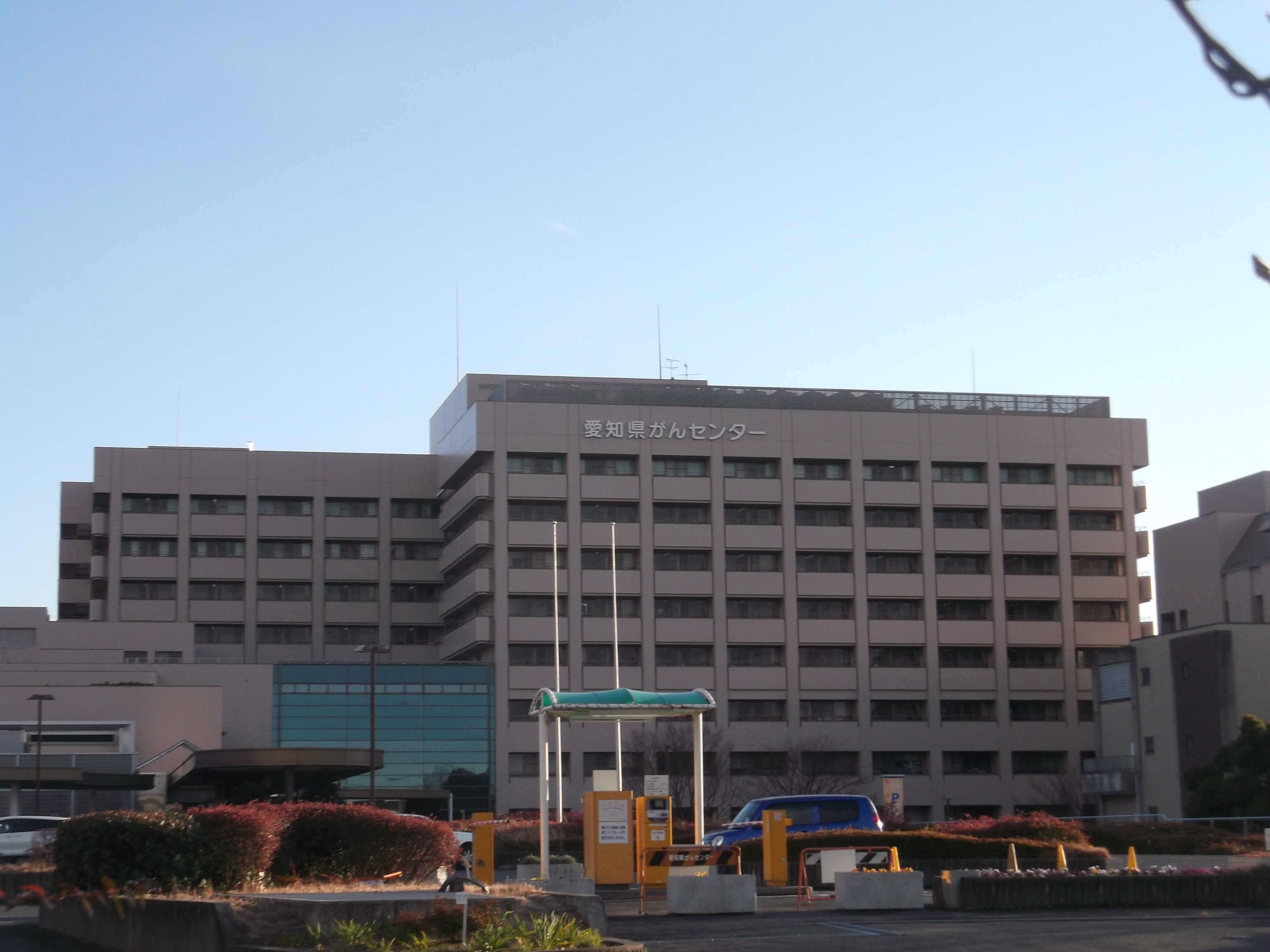
愛知県がんセンター
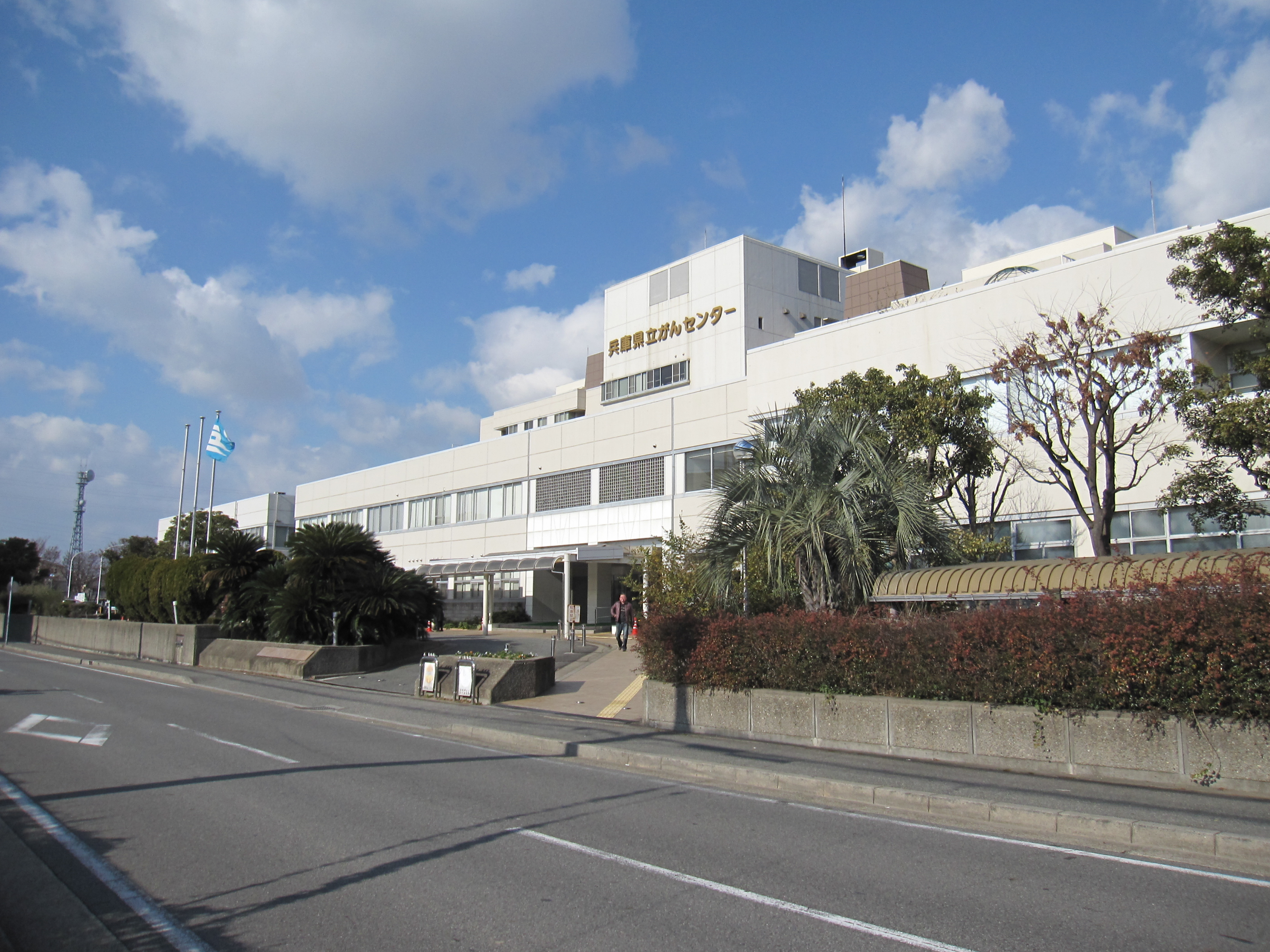
兵庫県立がんセンター